# Grintovec, Koper
Grintovec je naselje v Mestni občini Koper.